# Arnold Ridley
Arnold Ridley, właśc. William Arnold Ridley (ur. 7 stycznia 1896 w Bath, zm. 12 marca 1984 w Londynie) – brytyjski aktor i dramaturg. Jego najbardziej znaną sztuką teatralną jest wydana w 1923 i dwukrotnie ekranizowana The Ghost Train (Pociąg-widmo). Jako aktor współcześnie pamiętany jest przede wszystkim z występów w serialu Armia tatuśka (1968−1977).

## Życiorys

### Młodość i I wojna światowa
Jego ojciec był instruktorem gimnastyki, a także właścicielem sklepu sportowego w Bath. Skończył studia pedagogiczne na University of Bristol, gdzie udzielał się także w teatrze akademickim. Jeszcze jako student rozpoczął pracę nauczyciela w szkole podstawowej. Równolegle występował w swojej pierwszej sztuce w profesjonalnym teatrze, na deskach Theatre Royal, Bristol. Po wybuchu I wojny światowej zgłosił się na ochotnika do wojska, ale początkowo odrzucono go ze względów medycznych (miał poważne kłopoty z palcem u nogi). W 1915 został ostatecznie przyjęty i skierowany na front zachodni. Odniósł liczne rany rąk, nóg i podbrzusza, miał również pewne kłopoty neurologiczne, co było skutkiem ciosu kolbą karabinu, jaki otrzymał w głowę od niemieckiego żołnierza. W 1917 opuścił armię w stopniu kaprala z powodu niezdolności do dalszej walki. Według wspomnień jego syna, do końca życia miewał symptomy stresu pourazowego.

### Okres międzywojenny i II wojna światowa
W 1918 zakończył rehabilitację i dostał angaż w teatrze w Birmingham, skąd nieco później przeniósł się do Plymouth. Musiał jednak przerwać karierę aktorską z powodu odnawiających się wojennych ran. Poświęcił się pracy dramatopisarskiej, czego owocem było ponad 30 sztuk teatralnych. Największy sukces spośród nich odniósł The Ghost Train, opowiadający o grupie pasażerów uwięzionych na prowincjonalnej stacji kolejowej. Po raz pierwszy dzieło to trafiło na ekrany kinowe w 1931 roku, w reżyserii Walter'a Forde'a. W 1941 ten sam reżyser po raz kolejny zekranizował tę sztukę, tym razem w zupełnie innej obsadzie.
W czasie II wojny światowej służył w stopniu majora w Home Guard. Nadal był też związany z teatrem - w 1940 swoją premierę na West Endzie miała sztuka napisana przez niego na podstawie powieści Agathy Cristie Samotny Dom.

### Lata powojenne
Po zakończeniu wojny wrócił do działalności dramatopisarskiej. Jego najszerzej znanym dziełem z tego okresu jest Beggar My Neighbour (Mój sąsiad żebrak), którego prapremiera miała miejsce w 1951, zaś w 1953 na ekrany kin trafił oparty na tym tekście film Meet Mr. Lucifer w reżyserii Anthony'ego Pelissiera. Powrócił również do aktorstwa, pojawiając się w drobnych rolach w filmach, a także będąc stałym członkiem obsady radiowej opery mydlanej The Archers.
W 1968 został obsadzony w sitcomie Armia tatuśka autorstwa Davida Crofta i Jimmy'ego Perry'ego, opowiadającym o oddziale Home Guard w czasie II wojny światowej. Ridley grał tam szeregowca Godfreya, dobrotliwego starszego pana będącego sanitariuszem oddziału. Serial ten przyniósł mu, podobnie jak całej swojej obsadzie, dużą popularność. Pozostał aktywny zawodowo nawet po ukończeniu 80 lat. W 1982 otrzymał Order Imperium Brytyjskiego klasy Oficer (OBE) w uznaniu zasług dla sztuki teatralnej.
Pod koniec życia mieszkał w Denville Hall w Londynie, najbardziej znanym brytyjskim domu dla aktorów-emerytów. W marcu 1984 przewrócił się i został przewieziony do szpitala, gdzie zmarł w wieku 88 lat. Zgodnie z jego życzeniem jego ciało zostało skremowane, a urna z prochami pochowana w grobowcu jego rodziców w Bath. Pamiątki związane ze swoją karierą teatralną zapisał swojej Alma Mater, University of Bristol. Od 2008 są one udostępnione w postaci kolekcji cyfrowej.

## Życie prywatne
Był trzykrotnie żonaty. Najdłużej trwał jego ostatni związek, z młodszą o 15 lat aktorką Altheą Parker, którą poślubił w 1945 i pozostał z nią aż do swojej śmierci. Mieli jednego syna, urodzonego w 1947 Nicholasa.